# 上海河马动画
上海河马动画设计股份有限公司簡稱河马动画，是中国一家计算机动画电影制片厂以及3D动画公司。 河马动画于2003年在上海市成立，總部同樣位於上海。 该公司的第一部动画電影于2010年在中国上映。 

## 历史
2003年，徐克创立了河马动画，創業之初企業只有5名員工，初始資金只有35,000 美元。 該企業在發展時得到上海市人民政府的支持。 
截至2014年10月，该公司已有近1,000 名员工。同年上海河马动画宣布落户西澳大利亚州。後來又在新三板掛牌。